# Roosevelt (bilmärke)

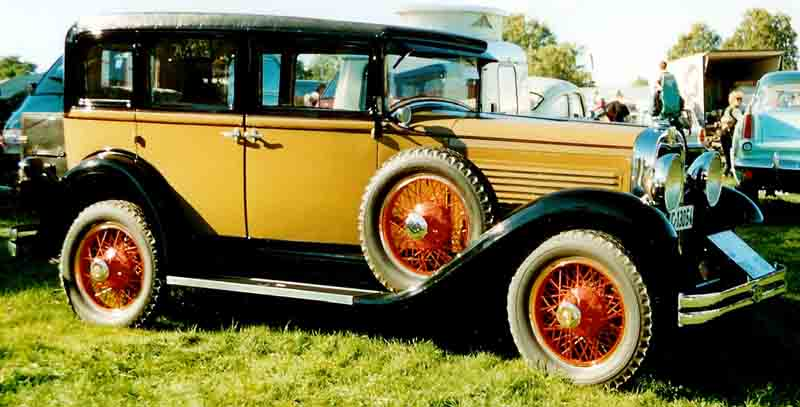
Roosevelt 1929

Roosevelt var ett bilmärke som byggdes av den amerikanska biltillverkaren Marmon Motor Car Co i Indianapolis, Indiana mellan 1929 och 1930.
Roosevelt introducerades som en billigare instegsmodell från Marmon. Dessvärre sammanföll introduktionen med den stora depressionen och satsningen lades ned redan efter två modellår.